# Cenestezja
Cenestezja – w psychiatrii i psychologii ogół wrażeń zmysłowych pochodzących z wnętrza ciała. Termin wprowadzony do nauki przez Christiana Friedricha Hübnera w 1794 roku, był także stosowany w filozofii na określenie ogólnego poczucia bycia żywym i świadomym („czuciowość ogólna”, „czucie siebie” według Abramowskiego). Zaburzeniu tego rodzaju czucia odpowiada określenie cenestopatii lub dyscenestezji. Niektórzy autorzy traktują wszystkie te doznania jako nieprawidłowe i używają określenia cenestezji na grupę zaburzeń percepcji ciała.